# Baptria aterrima
Baptria aterrima är en fjärilsart som beskrevs av Butler 1877. Baptria aterrima ingår i släktet Baptria och familjen mätare. Inga underarter finns listade i Catalogue of Life.